# Marshall Brain
Marshall David Brain (17 de mayo de 1961 - 20 de noviembre de 2024) fue un escritor, orador, profesor universitario y programador estadounidense. Brain fue el fundador de HowStuffWorks. También fue el autor de la serie de libros How Stuff Works. Ha aparecido en The Oprah Winfrey Show, Dr. Oz, Good Morning America, CNN, Modern Marvels, y en muchos otros medios de comunicación. Fue el anfitrión de Factory Floor del National Geographic desde 2008 hasta 2009.

## Educación y primeros años
Marshall Brain nació en Santa Mónica (California). Se graduó del Instituto Politécnico Rensselaer en 1983 con un Bachiller universitario en ciencias en ingeniería eléctrica. Fue un miembro de la fraternidad Alfa Chi Rho. Brain también consiguió una Maestría en Ciencias en informática de la Universidad Estatal de Carolina del Norte.

## Carrera empresarial
En finales de los ochenta e inicio de los noventa, Marshall enseñó en el departamento de informática en NCSU por seis años. Ha escrito manuales de programación de computadoras y ha corrido una formación de software y consultando compañía.
Marshall fundó el sitio web Howstuffworks.com en 1998 y el sitio corrió hasta 2002, cuando lo vendió a Grupo Convexo, una compañía de inversión en Atlanta por $1 millón.

### Escritor y orador público
Brain mantiene en su sitio web, entre otros, ensayos acerca del transhumanismo, robótica y una novela de ciencia ficción en línea con estos temas, Maná. Brain argumenta en su serie Nación Robótica, que la automatización desembocara en un desempleo masivo, requiriendo una garantía de ingresos básica o Renta mínima de inserción. Continuando el tema en su libro Maná, Brain dio una entrevista en 2015 dónde afirmó que la singularidad tecnológica venidera implicará que los robots desplazaran a los humanos de sus ocupaciones.

## Vida personal
Residió en Cary, Carolina del Norte con su mujer Leigh y sus cuatro hijos. Formó parte del consejo consultivo de Carolina del Norte de DonorsChoose.
Brain era naturalista. Sus sitios web Why Won't God Heal Amputees? Y God is Imaginary reflejan su escepticismo de un Dios que es omnipotente y omnibenebolente.[cita requerida]
Falleció el 20 de noviembre de 2024 a los 63 años en Raleigh, Carolina del Norte.

## Libros por Marshall Brain
| Título                                                                              | Editor               | ISBN                |
| ----------------------------------------------------------------------------------- | -------------------- | ------------------- |
| Marshall Brain's MORE How STUFF Works                                               | John Wiley & Sons    | ISBN 0-7645-6711-X  |
| What If?                                                                            | John Wiley & Sons    | ISBN 0-7645-6657-1  |
| Marshall Brain's How Stuff Works                                                    | John Wiley & Sons    | ISBN 0-7645-6518-4  |
| How Much Does the Earth Weigh?                                                      | John Wiley & Sons    | ISBN 0-7645-6519-2  |
| The Teenager's Guide to the Real World                                              | BYG Publishing, Inc. | ISBN 0-9657430-3-9  |
| Win32 System Services                                                               | Prentice Hall        | ISBN 0-13-022557-6  |
| Visual C++ 2                                                                        | Prentice Hall        | ISBN 0-13-305145-5  |
| Using Windows NT                                                                    | Prentice Hall        | ISBN 0-13-091977-2  |
| Motif Programming: The Essentials... and More                                       | Digital Press        | ISBN 1-55558-089-0  |
| The Second Intelligent Species: How Humans Will Become as Irrelevant as Cockroaches | BYG Publishing, Inc  | ASIN B00VU1DM6C     |
| How "God" Works                                                                     | Sterling Ethos       | ISBN 978-1454910619 |

### Otros
- Maná (novela)

## Apariciones en televisión
- Factory Floor with Marshall Brain (2008)
- Who Knew? With Marshall Brain (2008)
- The Oprah Winfrey Show (2006)